# Opopaea probosciella
Opopaea probosciella là một loài nhện trong họ Oonopidae.
Loài này thuộc chi Opopaea. Opopaea probosciella được Michael Saaristo miêu tả năm 2001.